# Sven Israelsson
Sven Israelsson (né le 17 janvier 1920 et décédé le 9 octobre 1989) est un ancien fondeur et spécialiste suédois du combiné nordique.

## Palmarès

### Jeux olympiques
| Épreuve / Édition | St-Moritz 1948 |
| Combiné nordique  | Bronze         |
| Ski de fond 18 km | 16e            |

Les Jeux Olympiques comptent également comme championnats du monde sauf pour le combiné nordique.

### Festival de ski d'Holmenkollen
En 1947, il est le premier non norvégien à gagner l'épreuve de combiné nordique de cette compétition.

### Jeux du ski de Lahti
- Il est le premier suédois à avoir remporté cette compétition en 1947 en combiné nordique (no).

### Jeux de ski de Suède
- Il a remporté en combiné nordique cette compétition à trois reprises: en 1947, en 1948 et en 1950.

### Championnat de Suède
- Il a remporté cinq fois le titre individuellement: en 1944, 1946, 1947, 1948 et 1950.
- Il a remporté le titre par équipes à deux reprises en 1946 et en 1957.